# 벵골 르네상스
벵골 르네상스(벵골어: বাংলার নবজাগরণ Bāṅlār Nôbôjāgôrôṇ)는 18세기 후반부터 20세기 초반까지 인도 제국 벵골에서 일어난 문화적, 사회적, 지적, 예술적 운동이다. 역사가들은 이 운동의 시작을 영국 동인도 회사가 1757년 플라시 전투에서 승리한 것과 1772년에 태어난 "인도 르네상스의 아버지"로 여겨지는 개혁가 람 모한 로이의 작품에서 찾고 있다. 니티쉬 센굽타는 이 운동이 아시아 최초의 노벨상 수상자인 라빈드라나트 타고르와 함께 "끝났다고 말할 수 있다"고 언급했다.
거의 두 세기 동안 벵골 르네상스는 인도 사회의 급진적인 변화를 목격했으며, 그 사상은 이 시기 동안 인도 반식민주의적이고 민족주의적인 사상과 활동의 부상에 기여한 것으로 평가된다. 이 운동의 철학적 기반은 자유주의와 현대성의 독특한 버전이었다. 수밋 사르카르에 따르면, 이 시기의 선구자와 작품들은 19세기와 20세기 내내 존경받고 향수를 불러일으켰지만, 1970년대에는 식민주의적 기원에 대한 새로운 초점 때문에 더욱 비판적인 시각이 등장했다.
벵골 르네상스는 주로 벵골인 힌두교도들에 의해 주도되었는데, 이들은 당시 식민지 벵골에서 사회적, 경제적으로 더 부유했고, 따라서 공동체로서 고등 교육을 받기에 더 좋은 위치에 있었다. 잘 알려진 인물로는 사회 개혁가 람 모한 로이, 자선사업가 라니 라슈모니, 작가 라빈드라나트 타고르, 물리학자 사티엔드라 나트 보스 등이 있다. 이 운동의 주요 이슬람 인물로는 수흐라와르디 가문의 일원, 시인이자 음악가인 카지 나즈룰 이슬람, 작가 로케야 사카와트 후세인 등이 있다.

## 배경
벵골 르네상스는 예술, 문학, 음악, 철학, 종교, 과학 및 기타 지적 탐구 분야에서 사회정치적 각성을 특징으로 하는 운동이었다. 이 운동은 인도 사회의 기존 관습과 의식, 특히 카스트 제도, 사티 관습, 우상 숭배뿐만 아니라 종교의 역할과 식민지 통치에 의문을 제기했다. 그 대가로 벵골 르네상스는 세속주의, 인본주의, 근대주의 이상을 고수하는 사회 개혁을 옹호했다. 라빈드라나트 타고르에서 사티엔드라 나트 보스에 이르기까지, 이 운동은 중요한 인물들의 등장을 목격했으며, 그들의 공헌은 오늘날까지도 문화적, 지적 작품에 영향을 미치고 있다.
벵골 르네상스는 상위 카스트 힌두교도들이 주도하고 지배했지만, 벵골 무슬림들은 이 운동뿐만 아니라 식민지 및 탈식민지 인도 사회 형성에 변혁적인 역할을 했다. 벵골 무슬림 르네상스 남녀의 예로는 카지 나즈룰 이슬람, 우바이둘라 알 우바이디 수흐라와르디, 로케야 사카와트 후세인 등이 있다. 문화적, 종교적 개혁에 있어서는 벵골 무슬림 사회의 사회적 관습과 도그마에 도전하기 위해 1926년에 지성 자유 운동이 설립되었다.
18세기 중반부터 벵골 지방, 특히 수도인 콜카타는 인도에서 영국 세력의 중심지였다. 이 지역은 1911년 수도가 델리로 옮겨질 때까지 영국 제국주의 통치의 거점이었다. 영국 왕실이 통치하기 전에는 영국 동인도 회사가 영국 권력을 쥐고 있었는데, 시간이 지나면서 이 회사는 점차 수익성이 높아지고 정치적으로 영향력이 커져 현지 통치자들과 외교 관계를 수립하고 자체 이익을 보호하기 위한 군대를 건설했다.
이 시기 동안, 부분적으로는 1757년 벵골 나와브와 그의 프랑스 동맹국들에 대항한 플라시 전투를 통해, 부분적으로는 무굴 제국의 몰락을 통해, 회사는 벵골과 갠지스강 유역에서 광대한 영토를 획득할 수 있었다. 그러나 이러한 전쟁의 비용은 회사의 재정 상황을 위협했고, 1773년 규제법이 통과되어 EIC를 안정시키고 일부 의회 통제를 받게 했다. 다음 수십 년 동안 추가 입법은 회사에 대한 통제를 점진적으로 강화했지만, 세포이 항쟁은 영국 의회가 1858년 인도 정부법을 통과시키도록 강요했고, 이로 인해 EIC는 해체되고 권력은 영국 왕실로 이전되었다.

## 기원

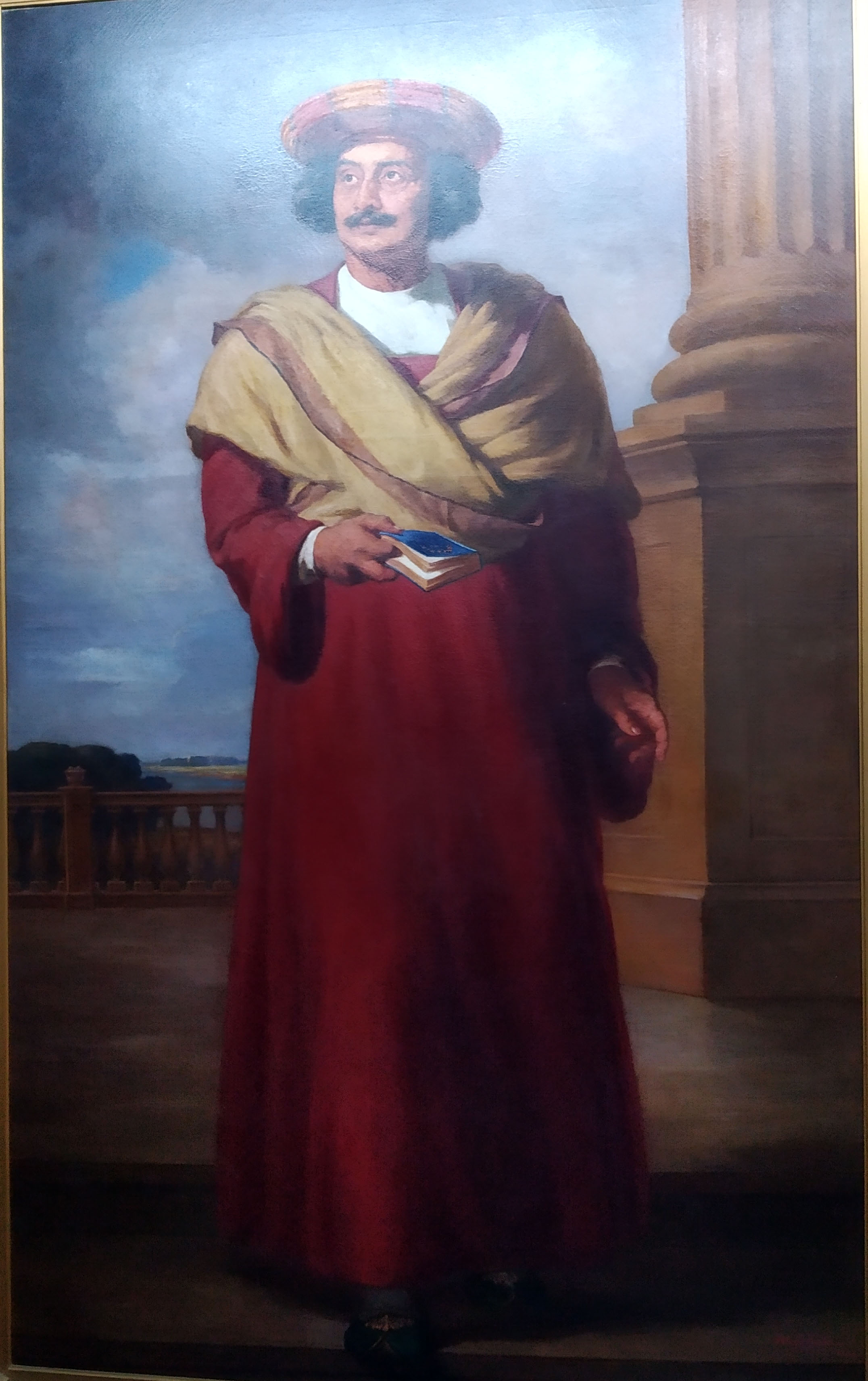
람 모한 로이는 벵골 르네상스의 아버지로 여겨진다.

벵골 르네상스는 인도 제국의 벵골 수바에서 시작되었지만, 특히 당시 캘커타로 알려진 수도 콜카타에서 시작되었다. 이 식민지 대도시는 학교 시스템에서 영국의 교육 방식을 사용한 최초의 비서구 도시였다. 1817년, 람 모한 로이가 이끄는 도시 엘리트들은 콜카타에 힌두 또는 프레시던시 대학(현재는 프레시던시 대학교로 알려져 있음)을 공동 설립했는데, 이는 당시 아시아에서 유일한 유럽식 고등 교육 기관이었다. 이 도시는 또한 공공 도서관인 제국 도서관(현재 인도 국립도서관)의 본거지였으며, 벵골어와 영어로 신문과 책이 정기적으로 출판되고 있었다. "인쇄 언어와 문학은 18세기 이후 식민지 벵골에서 사상과 정체성을 형성하는 데 중요한 역할을 했다"고 아난다타 고시(Anindita Ghosh)는 쓰면서 "… 캘커타와 그 교외의 수많은 저렴한 인쇄소에서 발행된 상업 인쇄 문화는 다양한 문학적 선호를 전파하여 벵골 중산층의 다양한 계층이 자신들의 독특한 우려를 표명할 수 있는 공간을 제공했다"고 덧붙였다.
벵골 지방은 1757년 플라시 전투에서 벵골 나와브를 전복할 때까지 영국 동인도 회사 통치의 본거지였으며, 이는 인도에서 영국의 권력 통합을 의미했다. 많은 탈식민지 역사가들은 벵골 르네상스의 기원을 이러한 사건들에서 찾고 있으며, 이 운동이 인도 제국의 폭력과 착취에 대한 반응이자, "문명화 사명"의 일환으로 이 지역에서 영어 교육을 장려한 제국의 산물이라고 주장한다. 예를 들어, 시바나트 사스트리(Sivanath Sastri)는 인도 문제에 영향력 있는 영국 정치인이자 동인도 회사의 회장을 지냈던 찰스 그랜트가 "그 나라에 거주하는 다양한 인종에게 철저한 교육을 제공하고, 그들에게 복음을 전파해야 한다"고 제안했다고 언급한다. 더욱이, 아라빈다 포다르(Arabinda Poddar)는 벵골인들의 영어 교육이 "단지 정치적 노예"를 만들기 위한 것이었으며, "영어 교육의 문명화 역할은 통치자와 피통치자 사이의 어중간한 존재를 가질 친영주의자 계층을 만들 필요성을 강조했다"고 주장한다.
다른 역사가들은 "벵골 르네상스의 아버지"인 람 모한 로이의 작품을 벵골 르네상스의 시작으로 인용한다. 로이는 1829년까지 브라흐모 사바 운동을 공동 창립했으며, 이는 나중에 데벤드라나트 타고르에 의해 브라마 사마지로 이름이 변경되었다. 이것은 르네상스뿐만 아니라 현대 인도 사회의 형성에 중요한 공헌을 한 영향력 있는 사회 종교 개혁 운동이었다.

## 교육
벵골 르네상스가 인도에 가져온 많은 변화 중 하나는 벵골어와 영어 모두에서 교육의 발전이었다. 당시 식민지 교육은 주로 읽고 쓰는 능력과 산술을 가르치는 마을 학교, 무슬림들에게 마드라사에서 아랍어와 이슬람 연구를 가르치는 학교, 그리고 판디트들이 브라만들에게 산스크리트어 텍스트를 가르치는 톨(종교 학교)로 구성되어 있었으며, 이들은 기부금으로 지원받았다. 이 기관들은 전적으로 남성 전용이었고, 드물게 여자아이들이 교육을 받을 수 있는 경우는 집에서였다. 기독교 선교 활동 또한 정부의 계획보다 인도 학생들에게 더 큰 영향을 미쳤다. 1813년 동인도 회사법 (헌장법)은 정부의 잉여금에서 10만 루피를 "문학의 부흥과 개선, 그리고 인도의 학자들의 격려, 그리고 과학 지식의 도입 및 촉진"을 위해 사용하도록 할당했지만, 이는 공공 교육의 일관된 제공으로 이어지지 않았다.
더못 킬링리(Dermot Killingley)에 따르면, 이 헌장법에 언급된 잉여금은 "예산 항목이 아닌 염원"이었고, 심지어 돈이 제공되었더라도 어떻게 사용되어야 할지에 대한 불확실성이 있었다. 몇몇 고급 기관에 투자할 것인지 또는 광범위한 초등 교육을 장려할 것인지, 어떤 언어를 사용할 것인지, 특히 후원이 끊겨 쇠퇴한 인도의 전통적인 학습 방법을 지원할 것인지 또는 서구 교육에 기반한 새로운 시스템을 도입할 것인지에 대한 질문이 반복적으로 제기되었다. 람 모한 로이(Rammohan Roy)는 1823년에 총독에게 전통적인 학습을 장려할 산스크리트 대학 설립에 반대하고 서구 과학 교육을 옹호하는 서한을 써서 이 마지막 논쟁에 기여했지만, 이러한 노력은 효과를 거두지 못했다. 선교사들은 1816년에 젊은 여성들을 가르치기 시작했지만, 체계적인 교육 정책은 1854년이 되어서야 수립되었다. 그러나 센굽타와 푸르카야스타는 심지어 1860년대와 1870년대에도 "여성 교육 프로젝트는 여성이 국내 의무를 더 잘 수행할 수 있도록 하는 목적에 전적으로 묶여 있었다"고 지적한다.
동인도 회사의 선교사들에 대한 초기 적대감에도 불구하고, 식민지 정부는 나중에 선교사들이 지역 주민을 교육하고 훈련시키는 데 기여하는 이점을 보았다. 이는 특히 킬링리가 언급했듯이 "19세기 초반의 혁신에서 정부의 주도권은 기독교 선교 활동과 개인이 상업 및 행정 활동 증가로 인해 발생한 읽고 쓰는 능력 및 관련 기술에 대한 수요에 부응하는 것보다 영향력이 적었다"는 점 때문이었다. 1800년, 침례교 선교회는 서벵골 스리람푸르에 센터를 설립하고, 이곳에서 읽기, 쓰기, 수학, 물리학, 지리학 및 기타 "유용한 지식"을 가르치는 학교 네트워크를 운영했다. 다른 선교회들도 곧이어 비슷한 방식으로 활동했다. 주로 현지인 교사와 가족들에게 의존하고, 때로는 보조금으로 지원받았던 이 선교사들과 식민지 정부는 기독교 교리나 성경을 소개하는 데에도 신중했다.
교육은 또한 많은 식민지 행정관들이 벵골 사회에서 보았던 명백한 도덕적 쇠퇴를 되돌리는 데 필요하다고 여겨졌다. 예를 들어, 벵골의 한 영국 판사는 런던 선교회 학교들을 "종교적 편견에 방해받지 않고 모든 신앙의 토착민들 사이에서 도덕성을 전파하고 사회의 전반적인 개선을 위해" 추천했다. 그러나 선교사들만이 교육을 장려하는 유일한 통로는 아니었다. 예를 들어, 콜카타의 람 모한 로이와 같은 개인들, 보수적인 힌두 학자 라다칸타 데브, 시브 찬드라 사르카르, 무신론자 자선사업가 데이비드 헤어, 그리고 다른 영국 관리들은 종종 캘커타 스쿨 북 협회와 캘커타 스쿨 협회에서 협력했다. 이 시기에 설립된 다른 교육 기관으로는 치타공 대학, 인도 통계 연구소, 아시아에서 가장 오래된 현대 교육 기관인 힌두 스쿨, 자다브푸르 대학교, 프레시던시 대학교 (콜카타), 캘커타 대학교, 다카 대학교 (방글라데시에서 가장 오래된 대학), 그리고 비슈와바라티 대학교가 있다.

## 과학
벵골 르네상스 동안 과학은 사티엔드라 나트 보스, 아슈토쉬 무케르지, 프라산타 찬드라 마할라노비스, 아닐 쿠마르 가인, 프라풀라 찬드라 레이, 데벤드라 모한 보스, 자가디시 찬드라 보스, 즈난 찬드라 고쉬, 고팔 찬드라 바타차리야, 키쇼리 모한 반디요파디아이, 즈나넨드라 나트 무케르지, 시시르 쿠마르 미트라, 우펜드라나트 브라마차리, 그리고 메그나드 사하와 같은 여러 벵골 과학자들에 의해 발전되었다.
자가디시 찬드라 보스(1858–1937)는 박식가였다. 그는 물리학자, 생물학자, 식물학자, 고고학자, 그리고 공상 과학 작가였다. 그는 라디오 및 마이크로파 광학 연구를 개척했으며, 식물학에 매우 중요한 기여를 했고, 인도 아대륙에서 실험 과학의 토대를 마련했다. 그는 라디오 과학의 아버지 중 한 명으로 여겨지며, 벵골어 과학 소설의 아버지로도 간주된다. 그는 또한 크레스코그래프를 발명했다.

## 예술

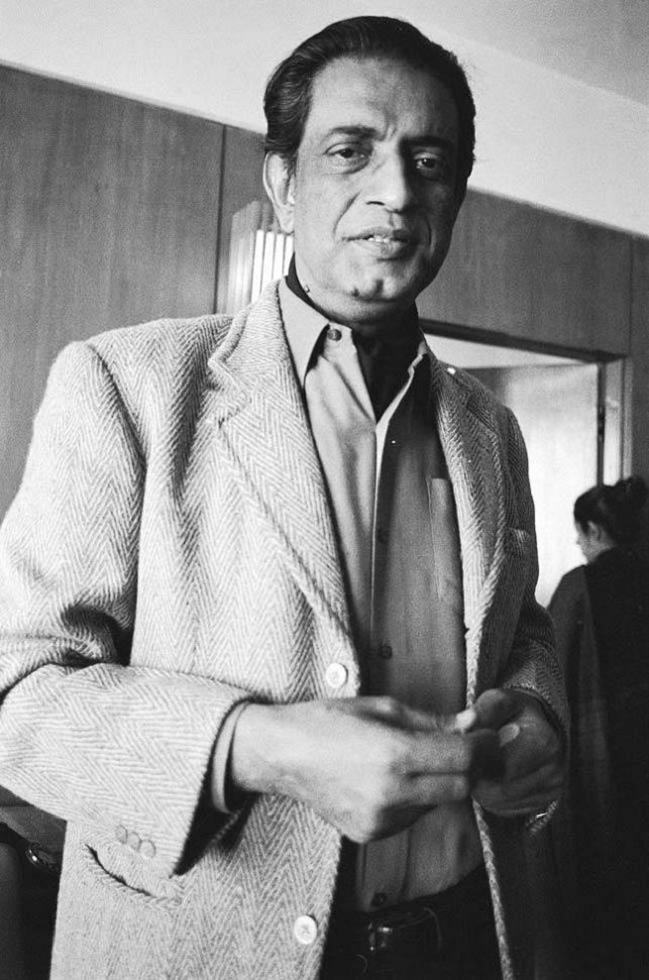
사티야지트 레이는 아푸 제1부 - 길의 노래로 인도 영화를 세계에 알린 인도의 영화 감독, 작가, 삽화가였다. 그는 병렬 영화의 선구자 중 한 명이었다.

벵골 미술학교는 벵골에서 시작되어 20세기 초 영국령 인도 전역에서 번성한 미술 운동이자 인도 회화 양식이었다. 초창기에는 '인도 회화 양식'으로도 알려졌으며, 인도 민족주의 (스와데시)와 연관되어 있었고 아바닌드라나트 타고르가 주도했다.
서양에서 인도 정신 사상의 영향을 받은 영국 미술 교사 어니스트 빈필드 하벨은 학생들이 무굴 미니어처를 모방하도록 장려함으로써 캘커타 미술 학교의 교수법을 개혁하려고 시도했다. 이는 논란을 일으켰고, 학생들의 파업과 현지 언론, 심지어는 이를 퇴보적인 움직임으로 간주한 민족주의자들의 불만을 야기했다. 하벨은 예술가 아바닌드라나트 타고르의 지지를 받았다.

## 문학
역사가 로메쉬 춘데르 더트에 따르면:
영국에 의한 벵골 정복은 정치 혁명일 뿐만 아니라 사상, 종교, 사회에서 더 큰 혁명을 가져왔다... 신과 여신, 왕과 왕비, 왕자와 공주의 이야기에서 우리는 겸손한 삶의 길로 내려와 평범한 시민이나 심지어 평범한 농민에게 공감하는 법을 배웠다... 모든 혁명은 활력을 동반하며, 현재의 혁명도 예외는 아니다. 벵골 문학의 연보에서 람 모한 로이, 악샤이 쿠마르 더트, 이스바르 찬드라 비디아사가르, 이스바르 찬드라 굽타, 마이클 마드후수단 더트, 헴 찬드라 바네르지, 반킴 찬드라 차토파디아야, 디나 반두 미트라와 같이 한 세기라는 한정된 공간에 너무나 많은 또는 너무나 빛나는 이름들이 한꺼번에 발견된 적은 없다. 현재 세기의 4분의 3 이내에 산문, 백지운문, 역사 소설, 드라마가 벵골 문학에 처음 도입되었다.

## 영성
벵골 르네상스는 또한 종교 개혁 운동으로 이어졌다. 이러한 개혁 운동과 관련된 주목할만한 종교 및 영적 지도자들은 람 모한 로이, 라니 라슈모니, 데벤드라나트 타고르, 케샤브 찬드라 센, 비조이 크리슈나 고스와미, 라마크리슈나, 사라다 데비, 마투르모한 비스와스, 비베카난다, 아우로빈도 고시, 바마케파, 로케나트 브라마차리, 박티시다타 사라스바티, 박티비노다 타쿠르, 파라마한사 요가난다, 라히리 마하사야, 니가마난다 파라마한사, 람 타쿠르, 시타람다스 옴카르나트, 그리고 아난다마이 마가 있다.
벵골 르네상스와 관련된 종교 개혁 운동 및 조직은 다음과 같다.
- 브라마주의 (브라마 사마지)[31]
  - 아디 브라마 사마지
  - 사다란 브라마 사마지
- 가우디야 마트
- 마하나엄 삼프라다이
- 라마크리슈나 미션
  - 라마크리슈나 마트
- 스리 아우로빈도 아쉬람
- 요고다 사트상가 인도 협회
  - 자기실현 연합

## 더 읽어보기
- Chatterjee, Pranab (2010). 《A Story of Ambivalent Modernization in Bangladesh and West Bengal: The Rise and Fall of Bengali Elitism in South Asia》. Peter Lang. ISBN 978-1-4331-0820-4.
- 프레이저, 바샤비 편집, 라빈드라나트 타고르 특별호, Literary Compass, Wiley Publications. Volume 12, Issue 5, May 2015. 프레이저의 서문 pp. 161–172 참조. ISSN 1741-4113.
- Kabir, Abulfazal M. Fazle (2011). 《The Libraries of Bengal, 1700–1947: The Story of Bengali Renaissance》. Promilla & Co. Publishers. ISBN 978-8185002071.
- Kopf, David (1969). 《British Orientalism and the Bengal Renaissance: The Dinamics of Indian Modernization, 1773–1835》. Berkeley: University of California Press. ISBN 978-0-520-00665-2.
- Kumar, Raj (2003). 《Essays on Indian Renaissance》. Discovery Publishing House. ISBN 978-81-7141-689-9.
- Mandal, Mahitosh (2022). 《Dalit Resistance during the Bengal Renaissance: Five Anti-Caste Thinkers from Colonial Bengal, India》. 《Caste: A Global Journal on Social Exclusion》 3. 11–30쪽. doi:10.26812/caste.v3i1.367. S2CID 249027627. 2022년 8월 9일에 원본 문서에서 보존된 문서. 2022년 8월 19일에 확인함.
- Marshall, P. J. (2006). 《Bengal: The British Bridgehead: Eastern India 1740–1828 (The New Cambridge History of India)》. 케임브리지 대학교 출판부. ISBN 978-0521028226.
- Mittra, Sitansu Sekhar (2001). 《Bengal's Renaissance》. Academic Publishers. ISBN 978-81-87504-18-4. 2017년 2월 28일에 원본 문서에서 보존된 문서. 2017년 3월 30일에 확인함.
- Pal, Bipin Chandra; Cakrabartī, Jagannātha (1977). 《Studies in the Bengal renaissance》 2판. the University of California: National Council of Education, Bengal. OCLC 5945802.
- Sen, Amit (2011). 《Notes on the Bengal Renaissance》. Nabu Press. ISBN 978-1-179-50139-0.
- Travers, Robert (2007). 《Ideology and Empire in Eighteenth-Century India: The British in Bengal》. 케임브리지 대학교 출판부. ISBN 978-0521059688.